# Reserva Biológica Nascentes da Serra do Cachimbo
A Reserva Biológica Nascentes da Serra do Cachimbo é uma reserva biológica brasileira localizada no estado do Pará, protegendo nascentes dos rios Xingu e Tapajós,na Serra do Cachimbo. Existe proposta de que a reserva seja dividida em um parque nacional e uma área de proteção ambiental.